# Танковый полк СССР
Танковый полк — тактическое формирование Рабоче-крестьянской Красной и Советской армий ВС Союза ССР.

## История
Несмотря на огромные экономические трудности после гражданской войны и интервенции, понимая важность механизации и моторизации вооружённых сил, для защиты государства рабочих и крестьян, советское государство изыскивало возможности, чтобы строить броневики, броневые поезда, а затем и танки. Своё начало советское танкостроение берёт с 1920 года, когда сормовские рабочие построили первый советский танк, названный «Борец за свободу товарищ Ленин».

Год спустя, в начале сентября 1923 г., броневые силы подверглись новым организационным изменениям. Отдельные небольшие автотанковые отряды (бронеотряды) были сведены в относительно крупное соединение — «эскадру» танков, которая состояла из двух флотилий: тяжёлой и лёгкой.— А. И. Радзиевский.Танковый удар. 1977
На базе танковой эскадры в 1924 году был сформирован отдельный танковый полк он имел в своём составе два танковых батальона (линейный и учебный) и подразделения обслуживания.
С началом выпуска первых советских малых танков МС-1 (Т-18) в 1928 году появилась возможность сформирования отдельных танковых рот и батальонов. В 1929 было начато сформирование нескольких танковых полков состоящих из трёх танковых батальонов, и  РВС СССР издал постановление о создании механизированной части на базе 3-го отдельного танкового полка Московского военного округа так был создан «Сводный Опытный механизированный полк», командир полка К. Б. Калиновский.
В 1929 году было создано Управление механизации и моторизации РККА (УММ РККА). Танки вошли в состав механизированных войск. В 1930 году танкостроительная промышленность Союза ССР начала массовый выпуск основных танков. Это событие позволило командованию Красной Армии (РККА) сформировать моторизованные сначала подразделения, а позже воинские части и соединения. 
В 1930 году в 1-й механизированной бригаде имелся танковый полк, насчитывавший 110 танков. В 1931 году увеличена механизация кавалерии, в состав кавдивизий включён механизированный полк.
Ленинградский «Кировский завод» наращивал производство основных средних танков Т-28. Выпущено их было около 90 штук. Харьковский завод выпускал основные тяжёлые танки Т-35А. Танки Т-28 вместе с Т-35 поступали на вооружение танковых полков РГК. С 1930 года по 1935 год в Красной Армии были сформированы пять тяжёлых танковых полков РГК, они дислоцировались: 1-й — в город Смоленск (Белорусский ВО), 2-й — в Ленинграде (Ленинградский ВО), 4-й — в Киеве (Киевский ВО), 5-й в — Харькове (Харьковский ВО) и 6-й — в Слуцке (Ленинградский ВО). Организация этих полков претерпела несколько изменений. 
К концу 1935 года они состояли из управления, трёх батальонов по 30 танков в каждом. На их вооружение поступали средние Т-28, а в 5-й полк кроме того и тяжёлые Т-35А танки. 12 декабря 1935 года эти полки были развёрнуты в отдельные тяжёлые танковые бригады.
Создание механизированных и танковых частей положило начало новому роду войск, получившему наименование автобронетанковых войск. Центральное управление механизации и моторизации, в 1937 году, было переименовано в Автобронетанковое управление (а позже в Главное автобронетанковое управление).
К началу 1936 года было создано 4 механизированные корпуса, 6 отдельных механизированных бригад, 6 отдельных танковых полков, 15 механизированных полков кавалерийских дивизий и значительное количество танковых батальонов и рот. Отдельные танковые батальоны в составе стрелковых дивизий предназначались для усиления стрелковых частей и соединений при прорыве обороны противника. Они должны были действовать вместе с пехотой, не отрываясь от неё на большое расстояние, и назывались танками непосредственной поддержки пехоты (ТНПП).

## Вторая мировая война
В период войны танковые полки находились в составе фронтов, армий, корпусов, танковых, моторизованных, мотострелковых, кавалерийских дивизий, механизированных и танковых бригад. Танковые полки танковых, моторизованных, мотострелковых и кавалерийских дивизий были расформированы или переформированы в танковые бригады к концу 1941 года, кроме 24-го танкового полка Закавказского фронта и полков 61-й, 111-й танковых дивизий, базировавшихся на Забайкалье.
Нумерация танковых полков носила неупорядоченный характер. Нумерацию без пропусков и по порядку имели только гвардейские танковые полки.
Танковый полк танковой бригады на 1941 год имел 93 танка:
- батальон тяжёлых и средних танков (29 машин)
  - управление (два танка)
  - рота тяжёлых танков (7 тяжёлых танков)
  - две роты средних танков (× 10 средних танков)
- два батальона лёгких танков (× 32 лёгких танка)
  - управление (два лёгких танка)
  - три роты лёгких танков (× 10 лёгких танков)

Танковые полки танковых бригад, созданные после 13 сентября 1941 года, имели 61 танк за счёт сокращения количества лёгких танков.
Танковые полки механизированных бригад на момент создания механизированных корпусов 2-го формирования имели всего 39 средних и лёгких танков, 339 человек и состояли из:
- управление (один Т-34)
- две роты средних танков (× 11 Т-34)
- одна рота лёгких танков (16 Т-70)
- рота технического обслуживания
- отдельный разведывательный взвод
- отдельный взвод автоматчиков
- отдельный хозяйственный взвод

Тяжёлые танковые полки прорыва в 1942 году имели 21 тяжёлый танк, 214 человек личного состава и состояли из:
- управление (один КВ-1)
- четыре танковые роты (× 5 КВ-1)
- рота технического обслуживания

## Послевоенное время

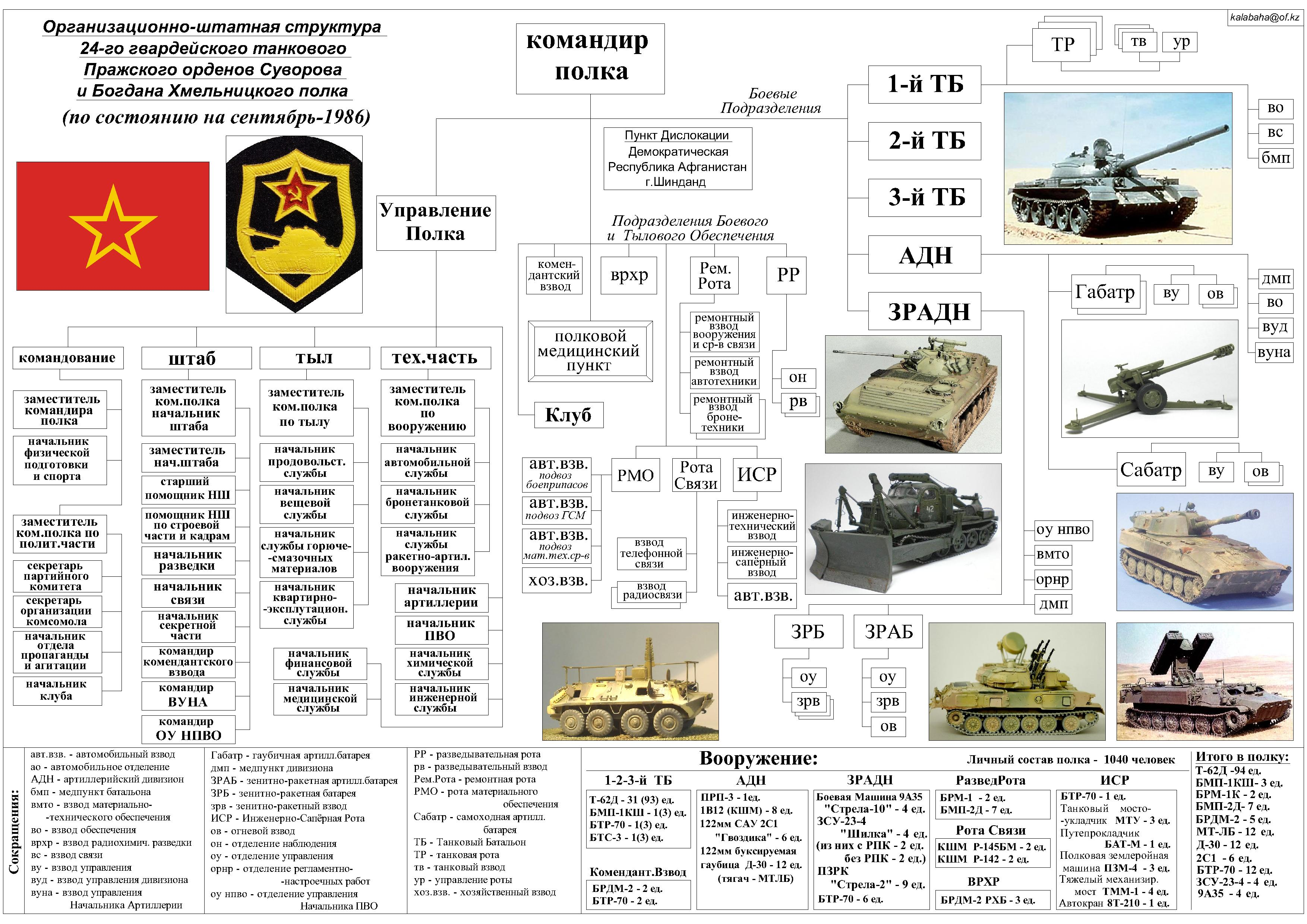
Организационно-штатная структура 24-го гвардейского танкового полка на сентябрь 1986 года.

После войны, в связи с демобилизацией Советского Союза, большинство полков было расформировано, кроме части отдельных танковых полков. В танковые и танкосамоходные полки механизированных и танковых дивизий переформировывались танковые, самоходно-артиллерийские бригады, отдельные танковые, отдельные тяжёлые танковые прорыва и самоходно-артиллерийские полки с сохранением преемственности, наград, исторического формуляра и почётных наименований. За год после войны было создано более 280 танковых, тяжёлых танковых, танкосамоходных и тяжёлых танкосамоходных полков (из них 135 гвардейских). Их штатная структура унифицировалась. Согласно приказу народного коммисара обороны СССР от 10 июня 1945 № 0013, новые танковые полки стали насчитывать по 65 средних танков Т-34. Тяжёлые танковые полки стали насчитывать 65 танков ИС. 
В 1950-е составе стрелковых дивизий формировались танкосамоходные полки на базе отдельных самоходно-артиллерийских дивизионов (танкосамоходных батальонов).
В 1957 году все танкосамоходные полки были расформированы. Нумерация танковых полков стала сквозной, гвардия лишилась отдельной нумерации.. 
С середины 1960-х годов общее количество танковых полков достигло 625. Это число включало в себя как реально развёрнутые формирования, так и фиктивные полки запасных дивизий.
С середины 1980-х количество танковых полков стремительно пошло на убыль в связи с расформированием кадрированных дивизий и переформированием в отдельные танковые батальоны в мотострелковых дивизиях. В частности, все танковые полки Ленинградского военного округа стали отдельными танковыми батальонами.
На излёте существования СССР танковый полк мотострелковой дивизии Советской армии штатно насчитывал 94 танка в 3 танковых батальонах по 31 танку + 1 командирский и 1143 человека личного состава. Танковый полк танковой дивизии имел 1640 чел. и в нём был мотострелковый батальон. 
Танковый полк мотострелковой дивизии на Т-64/-72/-80 имел следующий состав:
- Управление (65 чел., один танк Т-64/-72/-80)
- три танковых батальона (×135, 31 танк Т-64/-72/-80)
- Гаубичный самоходный артиллерийский дивизион (220, 18 САУ 2С1)
- Зенитная ракетно-артиллерийская батарея (60, 4 ЗСУ-23-4 или 2С6)
- Разведывательная рота (55, 1 БРМ-1К, 3 БМП-1/-2, 4 БРДМ-2)
- Инженерная рота (70)
- Рота связи (50)
- Рота материального обеспечения (90)
- Рота технического обслуживания (70)
- Взвод химической защиты (24)
- Полковой медицинский пункт (34)